# Kuchnia brazylijska

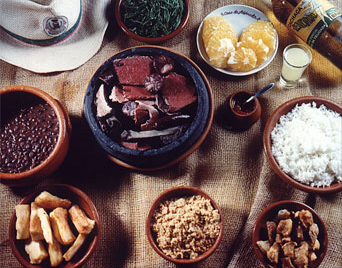
Feijoada z różnymi dodatkami

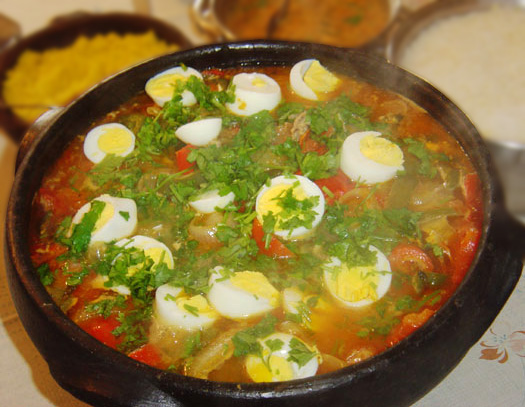
Moqueca baiana

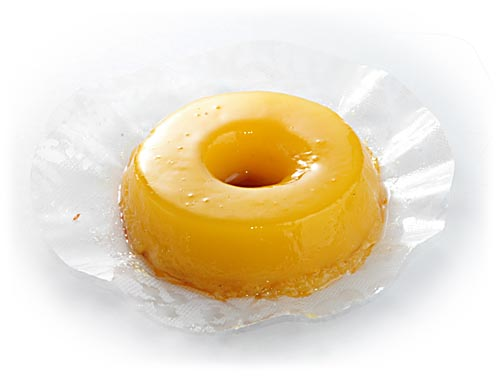
Quindim

Kuchnia brazylijska – narodowa kuchnia Brazylii, powstała w wyniku wzajemnego oddziaływania na siebie indiańskich, europejskich i afrykańskich tradycji kulinarnych, przy wykorzystaniu lokalnie dostępnych składników. Podstawą diety Indian był maniok, zaś niewolnicy afrykańscy wnieśli do kuchni brazylijskiej przede wszystkim jam, olej palmowy, dania na bazie fasoli i ryżu (np. feijoada czy feijão com arroz) oraz kuskus, znany również w XV-wiecznej Portugalii. Wpływy europejskie nie ograniczają się do kuchni portugalskiej, wraz z kolejnymi falami emigrantów docierały również elementy tradycji niemieckiej i włoskiej, takie jak kiełbasy, piwo, ziemniaki i makaron, a także sosy. W późniejszym czasie kuchnia brazylijska została dodatkowo wzbogacona o dania potrawy pochodzące z Libanu i Japonii.
Typowe dania kuchni brazylijskiej:
- acarajé,
- caruru,
- feijoada,
- moqueca,
- picadinho de jacaré,
- tacacá,
- vatapá.